# Manuel Ayulo
Manuel Leaonedas Ayulo est un pilote automobile américain né le 20 octobre 1921 à Los Angeles (Californie) et décédé le 18 mai 1955 lors des essais des 500 miles d'Indianapolis.

## Carrière
Ayulo commence sa carrière en championnat AAA en 1948. Il tentera de se qualifier pour les 500 miles d'Indianapolis au volant d'une Kurtis Kraft-Mercury sans succès.
En 1949, il franchit l'épreuve des qualifications dans le fond du classement et devra abandonner en course sur bris mécanique. Il sera néanmoins classé 28e.
En 1950, il revient, cette fois au volant d'une Maserati 8CTF-Offenhauser de l'équipe Coast Grain mais échoue de nouveau en qualifications.
1951 sera sa meilleure performance sur cette épreuve. Une première tentative ratée de qualification sur une Lesovsky-Offenhauser pour Coast Grain le voit simple spectateur de la course. Néanmoins, à la mi-course, il prend le relais de Jack McGrath au volant de sa Kurtis Kraft 3000 et signera une belle 3e place. Au final, il sera classé 15e du championnat du monde de Formule 1 1951 et 8e du championnat AAA.
En 1952, il revient à Indianapolis avec sa Lesovsky-Offenhauser de Coast Grain et se qualifie 28e pour terminer 20e en course. Il sera classé 19e au championnat AAA.
En 1953, il réalise une bonne saison, avec une 4e place finale au championnat AAA, grâce à 4 deuxièmes places. Cette même année, il se sera qualifié 4e lors des 500 miles d'Indianapolis sur Kuzma Indy Roadster-Offenhauser pour le compte de Peter Schmidt. Il sera néanmoins victime d'un ennui mécanique qui le reléguera 13e.
1954 sera sa meilleure année avec le titre de vice-champion américain de courses automobiles, grâce à deux victoires et 3 deuxièmes places et malgré une performance moyenne à Indianapolis : qualifié 22e et 13e en course.
En 1955, lors de la première épreuve de la saison, les 500 miles d'Indianapolis, Ayulo engage une Kurtis Kraft 500C-Offenhauser. Lors des essais, sa voiture tire tout droit et Ayulo décède dans l'accident. Il apparaîtra que ce dernier ne portait pas son harnais de sécurité.